# كيبسون كامانجا
كيبسون كامانجا (بالإنجليزية: Kebson Kamanga)‏ هو لاعب كرة قدم زامبي في مركز الدفاع، ولد في 16 يونيو 1997 في لوساكا عاصمة زامبيا.

## وصلات خارجية
- كيبسون كامانجا على موقع قاعدة بيانات كرة القدم.إي يو (الإنجليزية)